# Leucaltidae
Leucaltidae – rodzina gąbek wapiennych z rzędu Clathrinida obejmująca rodzaje:
- Ascandra
- Leucaltis
- Leucettusa
- Leuclathrina